# Чёрная армия освобождения
Чёрная армия освобождения или Чёрная освободительная армия (англ. Black Liberation Army,  BLA) — подпольная марксистско-ленинская организация чернокожих националистов, действовавшей в Соединенных Штатах с 1970 по 1981 год. Организация, состоящая из бывших членов «Черных пантер» (BPP) и «Республики Новая Африка» (RNA), объявила войну против правительства Соединенных Штатов с целью «освобождения чернокожих людей в Соединенных Штатах». BLA осуществила ряд взрывов, убийств полицейских и случайных белых, а также грабежей (которые участники называли «экспроприациями») и побегов из тюрем.

## Формирование
Чёрная армия освобождения набирала силу, в то время как численность членов партии «Черные пантеры» сокращалась. К 1970 году действия полиции и ФБР (см. COINTELPRO) длительные тюремные сроки и гибель ключевых членов (среди которых был Фред Хэмптон) значительно подорвали активность «черных пантер». Это убедило многих бывших участников «пантер» в необходимомти перехода в подполье. Члены BLA считали, что только с помощью подпольных акций, включая, помимо прочего, месть, движение может продолжаться до тех пор, пока не станет возможным его открытое существование. Условия, при которых сформировалась Чёрная армия освобождения, не совсем ясны. Принято считать, что организация была основана теми, кто вышел из партии «Черные пантеры» после того, как Элдридж Кливер был исключен из Центрального комитета партии. Разногласия между Кливером и другими лидерами «Пантер» возникли из-за его публичной критики BPP, в частности, из-за обвинений в адрес социальных программ «Пантер» в том, что они носят реформистский, а не революционный характер. Другие, включая чёрного революционера Джеронимо Пратта, утверждают, что BLA «как концепция движения существовала раньше и была шире, чем BPP», считая, что это было убежище для бывших «Пантер», а не новая организация, образованная путем раскола. Ассата Шакур в своей автобиографии утверждает:
«Черная освободительная армия не была централизованной, организованной группой с общим руководством и цепочкой командования. Вместо этого существовали различные организации и коллективы, работавшие вместе и одновременно независимые друг от друга».
Одной из таких организаций был «Совет чёрного единства» в Филадельфии, который в 1970 году переименовал себя в «Армию освобождения черных», независимую от групп BLA в Нью-Йорке и округе Колумбия.
Максвелл Стэнфорд, основатель Движения революционного действия (RAM), называет «Черную гвардию», отделение RAM, прямыми предшественниками BLA.
Недавно созданная BLA считала, что «реформизм основан на беспринципном классовом сотрудничестве с нашим врагом» и утверждала следующие принципы:
1. Мы за антикапитализм, антиимпериализм, антирасизм и антисексизм.
2. Мы должны стремиться к отмене этих систем и установлению социалистических отношений, в которых чернокожие будут иметь полный контроль над своей судьбой как народа.
3. Чтобы уничтожить системы нашего угнетения, мы должны использовать методы классовой борьбы и развивать эти методы в связи с нашими уникальными национальными условиями.

## Состав
По мнению эксперта по терроризму Уильяма Розенау, BLA вербовала в основном обычных преступников, чтобы «использовать их энергию, направить её в нужное русло и сделать преступников пламенными революционерами».